# Hypnos
För andra betydelser, se Hypnos (olika betydelser).

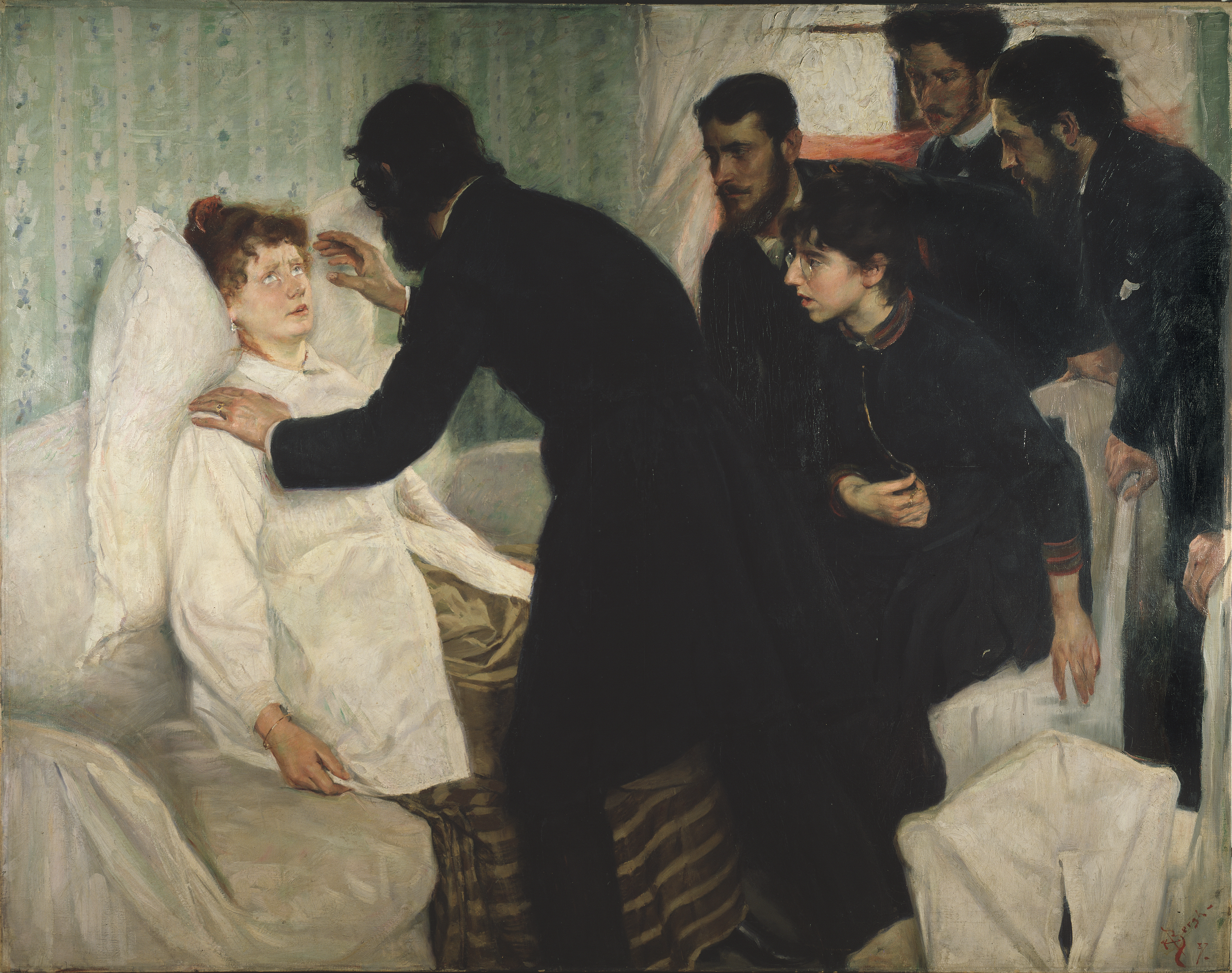
Hypnotisk seans av Richard Bergh.

Hypnos (ytterst av antik grekiska ὕπνος (hýpnos), "sömn") är ett transartat tillstånd mellan vakenhet och sömn, karaktäriserat av avslappning, fantasi, öppenhet för förslag och ett starkt fokus, samt metoden att uppnå detta tillstånd.

## Definition
Hypnotisören är den som försätter en person i ett hypnotiskt tillstånd. Detta kan ske på flera olika sätt, exempelvis genom att låta personen fokusera på ett glänsande objekt, exempelvis en klocka, som hypnotisören låter dingla framför personens ögon. Hypnos kan även framkallas genom upprepade monotona rörelser eller genom en starkt rogivande, lugnande röst eller ett normalt tonfall med suggestioner om att slappna av. Väl hypnotiserad befinner sig personen i ett diffust tillstånd i vilket denna förefaller ovanligt öppen för förslag och frågor och uppmaningar. Den hypnotiserade är inte drömmande eller sovande, utan mycket medveten, men medveten på ett annat sätt än vanligt. Ibland liknas detta tillstånd vid ett sorts trans. Exakt vad som sker i en hypnos är än idag omtvistat. Under slutet av 1900-talet har hypnotisörens roll ifrågasatts; och många har menat att de i alltför hög grad styr/leder de hypnotiserade då de ställer sina frågor. Detta gäller till exempel de via hypnos framkallade skildringarna av bortförande av utomjordingar och den typ av hypnos som ofta kallas regressionshypnos. Det finns andra former av hypnosmetoder som inte ställer frågor eller på annat sätt leder den hypnotiserade.

## Historik
Ordet hypnos härstammar från det grekiska ordet för sömn, och även om det användes i dagens betydelse först 1822 av d’Henin de Cuvilliers så finns äldre exempel på hypnos. Både i sumeriska kilskrifter och egyptiska källor omnämns metoder genom vilka människor kan försättas i hypnotiska tillstånd, och genom dessa antingen nå djupa insikter, eller överkomma psykiska barriärer. Den som i modernare tider bidragit mest till hypnosens genombrott och utveckling torde ha varit Franz Mesmer. Från dennes tid fram till psykoanalysens födelse var hypnos ett vanligt verktyg inom psykiatrin.

## Hypnotisk suggestion
En hypnotisk suggestion är en suggestion som ges till en person under hypnos av en annan person eller av personen själv. I det senare fallet brukar det kallas självhypnos.
Posthypnotisk suggestion kallas det när en person utför något som suggererats under det hypnotiska tillståndet efter att det hypnotiska tillståndet upphört.

## Det hypnotiska tillståndet
Mycket av det som berör området hypnos är direkt kopplat till det hypnotiska tillståndet. Detta tillstånd brukade ofta uppfattas som ett enda tillstånd, men anses numera vara ett förenklat uttryck för en hel mängd tillstånd, vilka har gemensamt att de skiljer sig från det vanliga, vakna tillståndet.

## Estradhypnos
Hypnos förekommer ibland i underhållningssyfte. Denna användning av hypnos kallas estradhypnos.
I Sverige är speciellt estradhypnos lagreglerad och utövandet begränsas av ordningslagen (1993:1617).

## Klinisk applikation
Hypnos kan utnyttjas inom terapi. Det kan då handla om saker som att:
- minska smärta[3] - hypnotisk smärtlindring (hypnotisk analgesi) är en metod som visat sig vara effektiv för smärtlindring hos människor. I en studie användes en PET-kamera för att se om den hypnotiska smärtlindringen gick att se på hjärnavbildningar. Vid en PET-undersökning förs radioaktiva spårämnen in i kroppen. För att försöka klarlägga cerebrala mekanismer bakom hypnotisk analgesi, så mättes regionalt cerebralt blodflöde med positronemissionstomografi hos patienter med fibromyalgi, under hypnotiskt inducerad smärtlindring och vilande vakenhet.[4]
- eliminera fobier
- öka avslappning och förbättra förmågan att hantera stress - hypnos kan bidra till att man hantera olika rädslor, t.ex. att tala inför publik. Empiriska undersökningar har visat att hypnos kan bidra till effektiviteten av kognitiv beteendeterapi hos patienter med ångeststörningar.
- trauma – ett flertal fallstudier som hävdar att hypnos är en effektiv metod för att behandla olika trauman, som exempelvis posttraumatiskt stressyndrom.[5]
- dissociation - Det finns en stark koppling mellan framgångsrik behandling av komplex kronisk dissociation och hypnos.[6]

Hypnos i sig är inte en terapiform, den är endast ett verktyg för att åstadkomma de förändringar som är sökta.

## Konversationell hypnos
Det finns även en form av hypnos kallad konversationell hypnos. Det utmärkande för den här formen av hypnos är att den hypnotiska påverkan som hypnotisören har inte sker under en "formell" trans, där subjektet typiskt sitter/ligger blundande och tar emot en rad suggestioner. Istället sker den hypnotiska påverkan inom ramen för en vanlig konversation, och hypnotisören använder en mängd metoder och språkmönster för att ta subjektet igenom den hypnotiska processen under något som på ytan ser ut som mer eller mindre vanlig dialog. Detta sätt att använda hypnos utvecklades och populariserades till stor del av Dr. Milton H. Erickson, och sedermera av Richard Bandler och John Grinder i och med deras studie och protokollförande av Ericksons metodik.

## Hypnos i fiktion
- I den tyska skräckfilmen Dr. Caligaris kabinett av Robert Wiene från 1929 spelar hypnos en viktig roll.

- I den internationella bästsäljande kriminalromanen Hypnotisören från 2009 av Lars Kepler hjälper för första gången doktor Erik Maria Bark polisen i Sverige. Bark är specialiserad inom psykotraumatologi och katastrofpsykiatri. Under fyra år ledde han ett banbrytande forskningsprojekt kring djuphypnotisk gruppterapi på Karolinska Institutet.
- I boken Stalker av Lars Kepler (2014) återkommer hypnotisören Erik Maria Bark och använder hypnos för att hjälpa till i en brottsutredning

- En lång hypnosscen förekommer i amerikanska skräckfilmen Get Out från 2017 av Jordan Peele.